# Saison des tempêtes hivernales en Europe de 2024-2025
Les tempêtes majeures en Europe, saison 2024-2025 désignent des cyclones extratropicaux et subtropicaux en Europe. La plupart de ces tempêtes majeures se forment entre septembre et mars. En estimant la probabilité d'évènements majeurs causés par une tempête, un nom lui est alors attribué, selon les listes établies en début de saison par les agences météorologiques européennes. Sauf exception, la saison se déroule sur la période septembre 2024 - août 2025 ; pour le groupe « Méditerranée orientale », la saison 2024-2025 se déroule du 1er octobre 2024 au 30 septembre 2025.

## Groupes EUMETNET
- Groupe « Europe occidentale » : IE, GB, NL
- Groupe « Europe du Sud-Ouest » : PT, ES, FR, BE, LU
- Groupe « Europe du Nord » : DK, NO, SE
- Groupe « Europe centrale » : CH, DE, AT, CZ, PL, SK, HU
- Groupe « Méditerranée centrale » : IT, MT, SI, HR, BA, ME, MK
- Groupe « Europe du Nord-Est » : FI, EE, LV, LT
- Groupe « Europe orientale » : RS, RO, BG, MD
- Groupe « Méditerranée orientale » : GR, CY, IL

Groupe « Europe occidentale »
Irlande, Royaume-Uni, Pays-Bas
Groupe « Europe du Sud-Ouest »
Portugal, Espagne, France, Belgique, Luxembourg
Groupe « Europe du Nord »
Danemark, Norvège, Suède
Groupe « Europe centrale »
Suisse, Allemagne, Autriche, Tchéquie, Pologne, Slovaquie, Hongrie
Groupe « Méditerranée centrale »
Italie, Malte, Slovénie, Croatie, Bosnie-Herzégovine, Monténégro, Macédoine du Nord
Groupe « Europe du Nord-Est »
Finlande, Estonie, Lettonie, Lituanie
Groupe « Europe orientale »
Serbie, Roumanie, Bulgarie, Moldavie
Groupe « Méditerranée orientale »
Grèce, Chypre, Israël

## Noms alloués pour les tempêtes

### Groupe «Europe occidentale»
Ce sont les trois agences météorologiques nationales, Met Éireann (Irlande), Met Office (Royaume-Uni), KNMI (Pays-Bas), qui composent ce groupe.
| Noms pour le groupe « Europe occidentale » : Irlande / Royaume-Uni / Pays-Bas,   | Noms pour le groupe « Europe occidentale » : Irlande / Royaume-Uni / Pays-Bas, | Noms pour le groupe « Europe occidentale » : Irlande / Royaume-Uni / Pays-Bas, |
| -------------------------------------------------------------------------------- | ------------------------------------------------------------------------------ | ------------------------------------------------------------------------------ |
| - Ashley - Bert - Conall - Darragh (à prononcer Da-ra) - Éowyn - Floris - Gerben | - Hugo - Izzy - James - Kayleigh - Lewis - Mavis - Naoise (à prononcer Neesha) | - Otje - Poppy - Rafi - Sayuri - Tilly - Vivienne - Wren                       |

Légende :
- en gras, les noms déjà attribués (p. ex. Ashley) ;
- sinon, les noms définis restant à attribuer (p. ex. Wren).

### Groupe «Europe du Sud-Ouest»
Ce groupe est composé des cinq agences météorologiques nationales : IPMA (Portugal), AEMet (Espagne), Météo-France (France), IRM/KMI (Belgique), MeteoLux (Luxembourg)
| Noms pour le groupe « Europe du Sud-Ouest » : Portugal / Espagne / France / Belgique / Luxembourg, | Noms pour le groupe « Europe du Sud-Ouest » : Portugal / Espagne / France / Belgique / Luxembourg, | Noms pour le groupe « Europe du Sud-Ouest » : Portugal / Espagne / France / Belgique / Luxembourg, |
| -------------------------------------------------------------------------------------------------- | -------------------------------------------------------------------------------------------------- | -------------------------------------------------------------------------------------------------- |
| - Aitor - Berenice - Caetano - Dorothea - Enol - Floriane - Garoe                                  | - Herminia - Ivo - Jana - Konrad - Laurence - Martinho - Nuria                                     | - Olivier - Pauline - Rudiger - Salma - Timothee - Vanda - Wolfgang                                |

Légende :
- en gras, les noms déjà attribués (p. ex. Aitor) ;
- sinon, les noms définis restant à attribuer (p. ex. Wolfgang).

### Groupe «Europe du Nord»
Ce groupe est composé des trois agences météorologiques nationales : DMI (Danemark),
MET Norway (Norvège),
SMHI (Suède).
Comme pour les autres groupes, ces trois agences météorologiques définissent des listes de noms. Chaque pays définit sa propre liste. Il y a une coordination entre ces trois agences pour attribuer un nom unique[réf. nécessaire] pour un même événement.
Cependant, la coordination avec les autres groupes définis par EUMETNET n'est pas systématique[réf. nécessaire].
La Norvège a créée sa propre liste en 19xx[][réf. nécessaire].
La liste est alphabétique, alternant prénoms féminins et masculins, elle ne se limite pas à une seule saison. La liste exclut certains caractères (Q, X, Z, Æ, Ø et Å), propres aux orthographes nordiques), et certains noms (associés à la royauté ou à des personnes célèbres). La liste est épuisée jusqu'à sa fin (depuis la lettre 'A', jusqu'au nom commençant par la lettre 'Y'), s'étalant ainsi sur plusieurs saisons. Ensuite, une nouvelle liste confidentielle (commençant à la lettre 'A'), est alors utilisée.

#### Historique
- Danemark :

Au Danemark, les tempêtes sont répertoriées depuis 1891, et nommées depuis 2013.
Commençant avec la lettre 'A' et la tempête Allan en 2013, la liste courante (en septembre 2024, depuis 2013, pour la saison 2024/2025) n'est pas épuisée (elle se terminera  avec l'initiale « Y »[réf. nécessaire] attribuée) ; Elle est toujours valide. Avant cette saison 2024/2025, le dernier indice atteint est « R », avec la tempête Rolf (en février 2024).
- Norvège :

La liste ci-dessus, créée par MET Norway, a été utilisée par cette agence de janvier 2010 jusqu'à novembre 2017.
À l'épuisement de cette liste (la tempête Ylva), la nouvelle liste préparée a commencé à être utilisée pour la tempête Aina en décembre 2017.
De cette nouvelle liste, voici la séquence des tempêtes depuis Aina, en décembre 2017, jusqu'à la tempête Ingunn, en février 2024 :
Commençant avec la lettre 'A' et la tempête Aina en 2017, la liste courante (en septembre 2024, depuis 2017, pour la saison 2024/2025) n'est pas épuisée ; Elle est toujours valide. Avant cette saison 2024/2025, le dernier indice atteint est « I », avec la tempête Ingunn (en février 2024).
— la liste complète est confidentielle —
- Suède :

En Suède, les tempêtes sont répertoriées depuis 1850, et sont nommées d'après leur nom norvégien depuis 2005. Après le début du nommage par le Danemark en 2013, et la coordination des noms avec la Norvège et le Danemark, la Suède adopte habituellement le nom attribué par les deux autres pays. Alors, depuis 2013, si un nom n'a pas été défini par l'une des deux autres agences, un nom est alors attribué par le SMHI selon le jour du calendrier.
Le SHMI ne maintient pas de liste : si aucun nom n'est défini par la Norvège ou le Danemark, c'est le nom du calendrier qui est attribué et utilisé.

#### Saison 2024/2025
Noms attribués cette saison :
- Jakob[12] ([[Institut météorologique norvégien|MET Norway]] – Norvège) octobre 2024
- Sif[13] (DMI – Danemark) décembre 2024

### Groupe «Europe centrale»
Ce groupe est composé des sept agences météorologiques nationales : 
MétéoSuisse (Suisse),
DWD (Allemagne),
ZAMG (Autriche),
	ČHMÚ  / CHMI (Tchéquie),
[[Institut de météorologie et de gestion de l'eau de Pologne|IMGW]]  (Pologne),
SHMÚ  (Slovaquie),
[[Service météorologique national (Hongrie)|OMSZ]]  (Hongrie).
| — indéfini / inconnu — |

### Groupe «Méditerranée centrale»
Pour sept pays, ce groupe est composé de huit agences météorologiques nationales (la Bosnie-Herzégovine ayant deux agences fédérales) :
MeteoAM (Italie),
	Malta Met Office (Malte),
	ARSO (Slovénie),
	DHMZ (Croatie),
	FHMZBIH + РХМЗРС / RHMZRS (respectivement Fédération de Bosnie-et-Herzégovine et République serbe de Bosnie ; Bosnie-Herzégovine),
	ZHMS / IHMS (Monténégro),
	УХМР / UHMR  (Macédoine du Nord).
| Noms pour le groupe « Méditerranée centrale » : Italie / Malte / Slovénie / Croatie / Bosnie-Herzégovine / Monténégro / Macédoine du Nord | Noms pour le groupe « Méditerranée centrale » : Italie / Malte / Slovénie / Croatie / Bosnie-Herzégovine / Monténégro / Macédoine du Nord | Noms pour le groupe « Méditerranée centrale » : Italie / Malte / Slovénie / Croatie / Bosnie-Herzégovine / Monténégro / Macédoine du Nord |
| --- | --- | --- |
| - Atena - Boris - Cassandra - Dionisio - Elena - Felix - Gabri                                                                            | - Hans - Ines - Lukas - Moira - Nenu - Oana - Pino                                                                                        | - Rosa - Sirio - Talia - Uli - Vera - Zoran                                                                                               |

Légende :
- en gras, les noms déjà attribués (p. ex. Atena) ;
- sinon, les noms définis restant à attribuer (p. ex. Zoran).

### Groupe «Europe du Nord-Est»
Ce groupe est composé des quatre agences météorologiques nationales : 
IL (Finlande),
Riigi Ilmateenistus (Estonie),
	LVĢMC (Lettonie),
	LHMT (Lituanie).
| — indéfini / inconnu — |

### Groupe «Europe orientale»
Ce groupe est composé des quatre agences météorologiques nationales : 
РХМЗС / RHMZS (Serbie),
	ANM (Roumanie),
	НИМХ / NIMH (Bulgarie),
	SHS (Moldavie).
| — indéfini / inconnu — |

### Groupe «Méditerranée orientale»
Ces trois agences météorologiques nationales, HNMS / ΕΜΥ (Grèce), Department of Meteorology  (Chypre) et IMS (Israël), composent le groupe.
Contrairement aux autres groupes EUMETNET, pour le groupe « Méditerranée orientale », la saison 2024-2025 se déroule du 1er octobre 2024 au 30 septembre 2025.
| Noms pour le groupe « Méditerranée orientale » : Grèce / Chypre / Israël (,), (), ()                                     | Noms pour le groupe « Méditerranée orientale » : Grèce / Chypre / Israël (,), (), ()                                    | Noms pour le groupe « Méditerranée orientale » : Grèce / Chypre / Israël (,), (), ()                                                     |
| --- | --- | --- |
| - Alexandros - Bora - Coral (קורל) Calderon (קלדרון) - Daphne - Ermis - Frida (פרידה) Frida (פרידר) - Gerasimos - Hemera | - Ido (עידו) Idan עידן) - Julia - Kirinas - Lea (לאה) Liri (לירי) - Marinos - Nestor - Ofek (אופק) Omer עומר) - Pelagia | - Qesem (קסם) Qesem (קסנו) - Roni (רוני) Romi (רומי) - Solon - Tria - Uri (אורי) Uriel (אוריאל) - Valeria - Yam (ים) Yarden (ירדן) - Zoe |

Notes :
1. 1 2 3 4 5 6 7 8 9 10  Entre le 9 septembre et le 12 septembre 2024 (dates connues de ses publications), l'IMS (l'agence météorologique d'Israël) a modifié les noms dont elle avait la responsabilité dans la liste. Les noms finaux retenus (en caractères latins et en hébreu) sont donnés ; Les noms initiaux sont également indiqués, mais barrés.
2. ↑  La publication est datée du 11 septembre 2024, elle comporte les noms initiaux de l'IMS (l'agence météorologique d'Israël) du 9 septembre 2024.
3. ↑  La publication est datée du 22 septembre 2024, et comporte les noms finaux de l'IMS (l'agence météorologique d'Israël) de septembre 2024.

Légende :
- en gras, les noms déjà attribués (p. ex. Alexandros) ;
- sinon, les noms définis restant à attribuer (p. ex. Zoe).

## Chronologie
De septembre 2024 à août 2025 :
- Légende, pour les groupes Eumetnet (d'ouest en est ; du nord au sud) :
- Groupe « Europe occidentale » :  Irlande,  Royaume-Uni,  Pays-Bas

Groupes définis par EUMETNET :
Groupe « Europe occidentale » : IE, GB, NL
Groupe « Europe du Sud-Ouest » : PT, ES, FR, BE, LU
Groupe « Europe du Nord » : DK, NO, SE
Groupe « Europe centrale » : CH, DE, AT, CZ, PL, SK, HU
Groupe « Méditerranée centrale » : IT, MT, SI, HR, BA, ME, MK
Groupe « Europe du Nord-Est » : FI, EE, LV, LT
Groupe « Europe orientale » : RS, RO, BG, MD
Groupe « Méditerranée orientale » : GR, CY, IL

- Groupe « Europe du Sud-Ouest » :  Portugal,  Espagne,  France,  Belgique ,  Luxembourg
- Groupe « Europe du Nord » :  Danemark,  Norvège,  Suède
- Groupe « Europe centrale » :  Suisse,  Allemagne,  Autriche,  République tchèque,  Pologne,  Slovaquie,  Hongrie
- Groupe « Méditerranée centrale » :  Italie,  Malte,  Slovénie,  Croatie,  Bosnie-Herzégovine,  Monténégro,  Macédoine du Nord
- Groupe « Europe du Nord-Est » :  Finlande,  Estonie,  Lettonie,  Lituanie
- Groupe « Europe orientale » :  Serbie,  Roumanie,  Bulgarie,  Moldavie
- Groupe « Méditerranée orientale » :  Grèce,  Chypre,  Israël
- Et :
- Ex-cyclone tropical
- Autres

## Tempêtes majeures

### TempêteAtena
Le 6 septembre 2024, l'agence italienne MeteoAM attribue le nom Atena, de la liste de noms du groupe « Méditerranée centrale ».

### TempêteBoris
Pour les articles homonymes, voir Boris.
Le 11 septembre 2024, l'agence italienne MeteoAM attribue le nom Boris, de la liste des noms du groupe « Méditerranée centrale ». Le lendemain 12 septembre, lors de son analyse météo, l'agence allemande Deutscher Wetterdienst (DWD) attribue le nom Anett à cette dépression. En Allemagne, et pays voisins, c'est ce dernier nom qui est utilisé. Le DWD associe la tempête  Boris et la dépression Anett.
La tempête Boris se forme à partir d'une goutte froide s'alimentant au-dessus des eaux chaudes de la Méditerranée.
À partir du 13 septembre 2024, cette tempête cause des inondations majeures en Europe centrale.
La tempête touche la Pologne, la Roumanie, la Slovaquie, l’Autriche, la République tchèque et l’Allemagne, avec une moyenne de 240 millimètres d'eau tombée entre le 12 et le 15 septembre, avec des pointes à 350 millimètres dans certains lieux en Autriche. Le 17 septembre, la tempête est encore active, et le bilan humain est de 22 morts. D'après une étude du World Weather Attribution, les pluies de cette tempête ont « été rendues deux fois plus probables » et 7 % plus intenses par le réchauffement climatique.

### TempêteAitor
Un dépression s'est formée sur l'Atlantique au milieu de l'Atlantique le matin du 24 septembre 2024 dans un creux barométrique secondaire lié à une autre tempête. L'agence espagnole AEMet lui attribue le nom Aitor,, de la liste des noms du groupe « Europe du Sud-Ouest ».
Se déplaçant vers l'est, grâce à un intense flux zonal en altitude, elle s'intensifie passant d'une pression centrale de 1 004 hPa à 12 h UTC le 24 à 984 hPa à sa maturité à 0 h UTC le 26 à proximité du sud des îles Britanniques. Après être passé au sud de l'Irlande puis sur l'Angleterre, la tempête est entrée dans la mer du Nord. La nuit du 26 au 27, Aitor est entrée dans la péninsule scandinave en se comblant. La tempête est accompagnée d'un fort apport d'humidité tout au long trajet sur l'océan Atlantique, favorisant les accumulations de précipitations.

### TempêteCassandra
Le 2 octobre 2024, l'agence monténégrine IHMS attribue le nom Cassandra,,, de la liste des noms du groupe « Méditerranée centrale ».

### Ex-ouraganKirk
L'ouragan Kirk qui a atteint la catégorie 4 à l'ouest des Açores est devenu une tempête extratropicale en passant au nord de celles-ci le 7 octobre. Celle-ci devait passer bien au nord de l'archipel en direction de la France tout en s'affaiblissant lentement. La dépression bien qu'affaiblie devait traverser le golfe de Gascogne puis passer au sud-est de Paris en route vers l’Allemagne,,. Des vigilances jaune à orange pour la pluie et le vent ont été émises pour le nord-ouest de la péninsule Ibérique, l'ouest de la France et le Benelux,.
En France, on a rapporté des coups de vents et surtout de fortes pluies sur des sols déjà gorgés d'eau. Plusieurs dizaines de départements sont placés en vigilance orange pour les pluies, de la Vendée aux Ardennes, sur les journées des 8 et 9 octobre ; et un département, la Seine-et-Marne, est placée en vigilance rouge pour les crues. « Les quantités de pluies attendues pourraient provoquer une crue forte à exceptionnelle sur [la rivière] Grand Morin », précise le site Vigicrues le 9 octobre matin. Météo-France a rapporté l'équivalent d'un mois ou plus de pluie à plusieurs stations dont 74 mm à Noirmoutier, 73 mm à Le Perray, 71 mm à Paris-Montsouris et 70 mm à Nantes. Des rafales violentes ont aussi été signalées, surtout dans les Pyrénées et le centre-est du pays, avec 211 km/h à Iraty à 1 427 m d'altitude et 139 km/h à Villard-de-Lans à 1 027 m. Plus près du niveau de la mer, on a rapporté des rafales plus près du 100 km/h dont 121 km/h à Socoa et 113 km/h à Lyon-Bron. La pluie a causé une crue majeure comme prévu sur le Grand Morin  et le Loir. Des Pays-de-la-Loire à la Normandie, à l'Île-de-France et à l'est de la Picardie ont aussi connu des crues importantes.
Au Portugal, l'Institut portugais de la mer et de l'atmosphère et la protection civile, qui avaient prévu des vents allant jusqu'à 120 km/h, de fortes pluies et de hautes vagues, ont placé la côte en alerte jaune. La tempête a frappé le plus fort dans le nord où la protection civile a signalé plus de 1 300 incidents, les trois quarts pour des arbres tombés. Ainsi à Porto, ce sont 400 arbres qui ont été déracinés alors que des voitures ont été endommagées et le trafic ferroviaire a été interrompu près de Barcelos. La tempête a privé d'électricité plus de 300 000 foyers, selon le fournisseur d'électricité du pays,.
En Espagne, le AEMet a émis une alerte orange pour le nord et le nord-ouest du pays, prévenant de vents allant jusqu'à 140 km/h dans la région des Asturies. En Galice, dans le nord-ouest, des routes ont été bloquées par des coulées de boue et des arbres tombés dans les zones urbaines. Les fortes rafales ont aussi provoqué des retards et des annulations de services ferroviaires et aériens, des fermetures de parcs, des effondrements de toits et des dégâts causés par des arbres tombés,.

### TempêteBerenice
Le 7 octobre 2024, une dépression de surface est apparue dans l'Atlantique nord au large de la Nouvelle-Écosse. Une dépression secondaire s'est formée dans un creux barométrique de ce système à l'ouest de la péninsule Ibérique, amplifiée par l'arrivée en altitude d'une onde courte météorologique venant du nord-ouest. Le 11 octobre l'agence espagnole AEMet lui a attribué le nom Berenice,, de la liste des noms du groupe « Europe du Sud-Ouest ». Sa pression centrale n'est cependant jamais descendue sous 992 hPa alors qu'elle se dirigeait le golfe de Cadix accompagnée d'une advection importante d'humidité. Berenice est entrée en phase de dissipation sur le golfe et tôt le 14 octobre, le centre de la tempête a pratiquement disparu.
Des avertissements ont été émis pour de nombreuses régions de l'ouest de l'Espagne ainsi que pour l'Andalousie en raison des accumulations importantes de pluie sur 12 heures. Il est tombé près de 120 mm à Peraleda del Zaucejo (province de Badajoz), plus de 100 mm à Guadalcanal (province de Séville) et Azuaga (province de Badajoz). Des rafales de l'ordre de 100 km/h ont été observées dans la Sierra Nevada et à Pradollano (province de Grenade). Des tronçons de l'autoroute A-7 entre Estepona et San Pedro Alcántara ont été inondés en raison de pluies torrentielles tombées tôt le 14 octobre.

### Ex-ouraganLeslie
L'ouragan Leslie qui avait atteint la catégorie 2, est requalifié le 12 octobre par le NHC comme tempête extratropicale. Située à 1 600 km à l'ouest-sud-ouest des Açores, cette tempête se dirigeait vers le nord-est et cet archipel tout en faiblissant. Le service météorologique portugais (IPMA) a émis une vigilance jaune pour la pluie et les vents. Le système très affaibli, mais amenant beaucoup d'humidité, s'est ensuite dirigé vers la péninsule Ibérique et la France où des vigilances jaune à orange pour des orages ont été émises,.

### TempêteAshley
Le 18 octobre 2024 l'agence irlandaise Met Éireann attribue le nom Ashley,, de la liste des noms du groupe « Europe occidentale ».

### TempêteAlexandros
Le 16 novembre 2024 l'agence grecque SMNH/ΕΜΥ attribue le nom Alexandros, de la liste des noms du groupe « Méditerranée orientale ».

### TempêteCaetano
Le 19 novembre 2024 l'agence espagnole AEMet attribue le nom Caetano, de la liste des noms du groupe « Europe du Sud-Ouest ».

### TempêteBert
Le 21 novembre 2024 l'agence irlandaise Met Éireann attribue le nom Bert, de la liste des noms du groupe « Europe occidentale ».

### TempêteConall
Le 26 novembre 2024 l'agence néerdanlaise KNMI attribue le nom Conall, de la liste des noms du groupe « Europe occidentale ».

### TempêteBora
Le 29 novembre 2024 l'agence grecque SMNH/ΕΜΥ attribue le nom Bora, de la liste des noms du groupe « Méditerranée orientale ».

### TempêteDarragh
Le 5 décembre 2024 l'agence britannique Met Office attribue le nom Darragh, de la liste des noms du groupe « Europe occidentale ».

### TempêteDorothea
Le 14 décembre 2024 l'agence espagnole AEMet attribue le nom Dorothea,,, de la liste des noms du groupe « Europe du Sud-Ouest ».

### TempêteSif
En décembre 2024 l'agence danoise DMI attribue le nom Sif, de sa liste secrète,, alimentant ainsi les noms des tempêtes du groupe « Europe du Nord ».

### TempêteDionisio
Le 19 décembre 2024, l'agence italienne MeteoAM attribue le nom Dionisio,, de la liste des noms du groupe « Méditerranée centrale ».

### TempêteEnol
À 0 h UTC le 20 décembre 2024, une dépression, nommée Diana par l'université libre de Berlin, quittait Terre-Neuve. À 12 h UTC, la dépression se trouvait juste au sud du Groenland avec une pression centrale de 988 hPa. En 24 heures, la tempête atteignait le nord de l'Écosse et son centre s'était approfondi à 964 hPa. L'agence française Météo-France lui a attribué le nom Enol,, de la liste des noms du groupe « Europe du Sud-Ouest ». Grâce à la présence d'un puissant anticyclone de la péninsule ibérique vers les Açores, s'est établi un fort gradient de pression sur l'ouest de l'Europe, provoquant des vents violents entre les deux entités. Au cours des 24 heures suivantes, la tempête a continué à se déplacer plus lentement vers l'est pour se retrouver à 12 h UTC le 22 au-dessus de la mer du Nord, au large de la péninsule scandinave. Entrant dans sa phase d'affaiblissement, la tempête a pratiquement disparu le 23 sur le centre de l'Europe,.
En Grande-Bretagne, des rafales atteignant 176 km/h ont été notées dans les Cairngorms, Highlands écossais, et 152 km/h ont été enregistrées à Cairnwell Pass, toujours dans cette région. Plus d’une centaine de foyers, principalement en Écosse, ont été subi des coupures d’électricité; des maisons ont été endommagées et des arbres déracinés, certains bloquant des routes. L'aéroport de Londres-Heathrow a annulé une centaine de vols en raison de vents violents et une rafale de 132 km/h a été enregistrée à South Uist aux Hébrides extérieures et Kirkwall en Écosse.
En France le vent a soufflé jusqu’à 143 km/h à Gouville dans la Manche et en Suisse, Le Bouveret a enregistré des rafales de 98 km/h,. Enol a aussi donné de 20 à 50 cm dès 900 m d'altitude sur la plupart des massifs montagneux, atteignant 70 cm ou plus au-dessus de 1 000 m,. Des orages de neige ont même été observés.

### TempêteElena
Le 23 décembre 2024, l'agence italienne MeteoAM attribue le nom Elena,, de la liste des noms du groupe « Méditerranée centrale ».

### TempêteFloriane
Une dépression est apparue sur l'Atlantique tropical à la fin 2024 se déplaçant vers le nord-est lentement. L'université libre de Berlin l'a nommée Bernd le 3 janvier 2025 alors qu'elle était au milieu de l'Alantique Nord.
Le 5 janvier, le système était au nord des Açores. L'agence française Météo-France lui a attribué le nom Floriane,, de la liste des noms du groupe « Europe du Sud-Ouest ». Se déplaçant vers le nord-est tout en s'approfondissant et à 12 h UTC, le système avait une pression centrale de à 984 hPa et des fronts bien développés. Au cours des 24 heures suivantes, la tempête a continué de s'approfondir et atteindre la mer du Nord avec une pression de 964 hPa. La tempête s'est ensuite déplacée lentement vers la péninsule Scandinave puis vers le sud-est dans une lente phase de dissipation. Elle s'est dissipée près du Danemark le 9 janvier.
En Espagne, des rafales jusqu'à 166 km/h sont observées à la station Mirador del Cable (Pics d'Europe, Cantabrie), et 141 km/h à Valdezcaray (La Rioja) alors que des précipitations se sont accumulées dans l'ouest de la Galice et dans les zones en soulèvement orographique d'ouest avec plus de 100 mm observés au Pico del Águila (Province d'Ávila).
En France, au passage du front froid de Floriane, les rafales ont atteint les 100 km/h avec des valeurs maximales de 111 km/h à Reims. Les vents ont causé des coupures de courant pour des dizaines de milliers de foyers et perturbé les circulations routière et ferroviaire, particulièrement sur la côte atlantique et en Île-de-France,. En Bretagne, des accumulations de pluie importantes ont été enregistrées avec un maximum de 61,1 mm à Brennilis (Finistère).

### TempêteFelix
Le 11 janvier 2025, l'agence italienne MeteoAM attribue le nom Felix,, de la liste des noms du groupe « Méditerranée centrale ».

### TempêteGabri
Le 16 janvier 2025, l'agence italienne MeteoAM attribue le nom Gabri,, de la liste des noms du groupe « Méditerranée centrale ».

### TempêteGaroe
Le 17 janvier 2025 l'agence portugaise IPMA attribue le nom Garoe,,, de la liste des noms du groupe « Europe du Sud-Ouest ».

### TempêteÉowyn
Le 21 janvier 2025 l'agence britannique Met Office attribue le nom Éowyn,,, de la liste des noms du groupe « Europe occidentale ».
Le 21 janvier 2025 le JCC  évalue la dépression (Atlantic Depression Five), détectée depuis le nord-est de la Floride, comme étant propulsée par les vents les plus puissants jamais constatés. L'Irlande connaît son record en matière de vitesse du vent : 183 km/h enregistré sur la côte ouest le 24 janvier 2025. 800 000 foyers sont privés d'électricité, et la tempête touche également le Royaume-Uni (Irlande du Nord et Écosse). Au total, 500 vols sont annulés,. Des arbres tombent sur les routes, bloquant la circulation, et les services ferroviaires sont interrompus,. L'Irlande du Nord et certaines régions de l’Écosse du centre et du sud sont placés en alerte rouge à partir du 23 janvier en raison de vents à 130 km/h. Selon le Irish Independent, il s'agit de la tempête la plus violente depuis l'ouragan Debbie en 1961. Le 27 janvier, environ 200 000 foyers sont toujours privés d'électricité. L'Union européenne envoie treize générateurs électriques pris sur sa réserve stratégique basée en Pologne, et le Danemark en envoie quatre.
Futura sciences note qu'une rafale à 183 km/h est dans la plage de vents soutenus d'un ouragan de catégorie 3 sur l'échelle de Saffir-Simpson mais on ne peut comparer des rafales, qui sont toujours supérieures aux vents soutenus, pour qualifier l'intensité d'une tempête synoptique.

### TempêteHerminia
Le 24 janvier 2025 l'agence espagnole AEMet attribue le nom Herminia,,, de la liste des noms du groupe « Europe du Sud-Ouest ».

### TempêteIvo
Une dépression de surface s'est formée vers 18 h UTC le 26 janvier au-dessus de la Nouvelle-Écosse sous une forte circulation zonale. Le 27 janvier l'agence portugaise IPMA lui a attribué le nom Ivo,,,, de la liste des noms du groupe « Europe du Sud-Ouest ». Le système a évolué rapidement en se déplaçant vers l'est, présentant plusieurs centres de basse pression secondaires proches du noyau principal qui a atteint une pression centrale de 984 hPa. 
Le 29 à 0 h UTC, le centre d'Ivo était situé au sud-ouest de l'Irlande et commençait à faiblir. Cependant, un creux d'altitude a commencé un nouveau creusement de la dépression en raison d'une cyclogénèse secondaire rapide dans la région de Brest en fin de journée, le centre principal traversant le golfe de Gascogne. Le 30, la tempête a achevé son occlusion et s'est affaiblie rapidement en traversant dans la Méditerranée.
Sur la péninsule Ibérique, le front froid a causé des pluies abondantes, plus importantes encore sur les principales chaînes de montagnes et en Galice, accompagnées d'orages et de grêle, se transformant en neige au-dessus 1 000 m. Les rafales ont atteint la force d'ouragan dans les zones exposées. Après le passage du front, le niveau de neige est descendu localement jusqu'à 600 m.

### TempêteCoral
Le 18 février 2025 l'agence israélienne IMS attribue le nom Coral,,, de la liste des noms du groupe « Méditerranée orientale ». Plutôt que le terme « tempête », l'IMS qualifie cet événement majeur de « vague de froid ».

### TempêteJana
Le 6 mars 2025 l'agence espagnole AEMet attribue le nom Jana,, de la liste des noms du groupe « Europe du Sud-Ouest ».

### TempêteKonrad
Le 10 mars 2025 l'agence portugaise IPMA attribue le nom Konrad,, de la liste des noms du groupe « Europe du Sud-Ouest ».

### TempêteLaurence
Le 14 mars 2025 l'agence portugaise IPMA attribue le nom Laurence,,,, de la liste des noms du groupe « Europe du Sud-Ouest ».

### TempêteMartinho
Le 18 mars 2025 l'agence portugaise IPMA attribue le nom Martinho,,, de la liste des noms du groupe « Europe du Sud-Ouest ».

### TempêteNuria
Le 1er avril 2025 l'agence espagnole AEMet attribue le nom Nuria,,, de la liste des noms du groupe « Europe du Sud-Ouest ».

### TempêteOlivier
Le 7 avril 2025 l'agence espagnole AEMet attribue le nom Olivier,, de la liste des noms du groupe « Europe du Sud-Ouest ».

### TempêteHans
Le 16 avril 2025, l'agence italienne MeteoAM attribue le nom Hans,, de la liste des noms du groupe « Méditerranée centrale ».

### TempêteInes
Le 15 mai 2025, l'agence italienne MeteoAM attribue le nom Ines,, de la liste des noms du groupe « Méditerranée centrale ».